# Петер Пакульт
Петер Пакульт (нім. Peter Pacult, нар. 28 жовтня 1959, Відень) — австрійський футболіст, що грав на позиції нападника. По завершенні ігрової кар'єри — футбольний тренер.
Виступав, зокрема, за австрійські клуби «Сваровскі-Тіроль» ,«Рапід» та «Аустрія» (Відень), німецький «Мюнхен 1860», а також національну збірну Австрії.
Дворазовий чемпіон Австрії. Дворазовий володар Кубка Австрії. Найкращий бомбардир чемпіонату Австрії 1988—1989 років та найкращий бомбардир Кубка європейських чемпіонів 1990—1991 років. Чемпіон Австрії (як тренер).

## Клубна кар'єра
Народився 28 жовтня 1959 року в місті Відень. Вихованець футбольної школи клубу «Флорісдорфер».
У дорослому футболі дебютував 1981 року виступами за команду клубу «Вінер Шпорт-Клуб», в якій провів три сезони, взявши участь у 103 матчах чемпіонату.
Протягом 1984—1986 років захищав кольори команди клубу «Рапід» (Відень). За цей час виборов титул володаря Кубка Австрії. Разом із командою став фіналістом Кубка володарів кубків 1985—1986, у якому «Рапід» поступився «Евертону».
Своєю грою за останню команду привернув увагу представників тренерського штабу клубу «Сваровскі-Тіроль», до складу якого приєднався 1986 року. Відіграв за команду з Інсбрука наступні шість сезонів своєї ігрової кар'єри. Більшість часу, проведеного у складі «Сваровскі-Тіроля», був основним гравцем атакувальної ланки команди. У складі «Сваровскі-Тіроля» був одним з головних бомбардирів команди, маючи середню результативність на рівні 0,57 голу за гру першості. За цей час додав до переліку своїх трофеїв два титули чемпіона Австрії, знову ставав володарем Кубка Австрії. У сезоні 1990–1991 став найкращим бомбардиром розіграшу кубка європейських чемпіонів (разом із Жаном-П'єром Папеном).
Згодом з 1992 по 1993 рік грав у складі команди «Лінц».
У 1993 році перейшов до складу німецької команди «Мюнхен 1860», за яку виступав протягом двох років.
Завершив професійну ігрову кар'єру у клубі «Аустрія» (Відень), за команду якого виступав протягом 1995—1996 років.

## Виступи за збірну
1982 року дебютував в офіційних матчах у складі національної збірної Австрії. Протягом кар'єри у національній команді, яка тривала 12 років, провів у формі головної команди країни лише 24 матчі, забивши 1 гол.

## Кар'єра тренера
Розпочав тренерську кар'єру, повернувшись до футболу після невеликої перерви, 2001 року, увійшовши до тренерського штаб клубу «Мюнхен 1860» та одночасно очоливши любительську команду клубу.
У 2004—2005 роках очолював австрійську команду «Каринтія». У 2005—2006 роках уперше очолив німецький клуб другої бундесліги «Динамо» (Дрезден), але вилетів із ним до регіональної ліги. Незважаючи на успішний початок наступного сезону, Петер Пакульт у вересні 2006 року був звільнений із дрезденського клубу, і незабаром очолив віденський «Рапід». Із останньою командою став чемпіоном країни у сезоні 2007—2008. Команда під керівництвом Пакульта також успішно виступала в єврокубках. Але у 2011 році Петер Пакульт втратив довіру керівництва клубу в зв'язку з чутками про закулісні домовленості Пакульта із тренером зальцбурзького клубу «Ред Булл», та був звільнений із посади головного тренера. Після звільнення Пакульт також відмовився від прес-конференції, щоб подати свою точку зору, та деякий час уникав контактів з пресою.
На початку сезону 2011—2012 років Петер Пакульт став головним тренером клубу третьої німецької бундесліги «РБ Лейпциг» та підписав із клубом дворічний контракт. Але після того, як команді не вдалось вийти до вищого дивізіону, Петер Пакульт був звільнений із посади головного тренера, та замінений на Александра Зорнігера, колишнього тренера «Зонненхоф Гроссашпах», сам Пакульт був дуже незадоволений рішенням керівництва клубу.
18 грудня 2012 року Петер Пакульт знову очолив «Динамо» (Дрезден), підписавши контракт із клубом на півтора року. Але з початком нового сезону 2013—2014 років дрезденський клуб набрав лише 2 очки у чотирьох матчах, та двічі програв у домашніх матчах із рахунком 1-3, що призвело до звільнення Пакульта з поста головного тренера клубу 18 серпня 2013 року.
Петер Пакульт після звільнення з німецького клубу півтора року був без роботи, і лише 22 квітня 2015 року був призначений головним тренером клубу другої австрійської Бундесліги «Флорісдорфер». Пакульту вдалось уникнути вильоту клубу до нижчого дивізіону за результатами сезону 2014—2015 років, але в новому сезоні 2015—2016 років клуб зазнав 10 поразок поспіль у чемпіонаті та вибув із Кубку Австрії після поразки від клубу з регіональної ліги, що призвело до відставки Петера Пакульта з поста головного тренера клубу 24 вересня 2015 року.
6 жовтня 2015 года Пакульт став новим головним тренером словенського клубу «Заврч», але був звільнений через два тижні. Надалі протягом 2017—2018 року по кілька місяців тренував клуби «Цибалія», «Раднічкі» (Ніш) і «Кукесі». У 2019 році Пакульт очолював чорногорський клуб «Тітоград». З 2020 року Петер Пакульт очолює австрійський клуб «Аустрія» (Клагенфурт).

## Титули і досягнення

### Як гравця
- Чемпіон Австрії (2):

«Сваровскі-Тіроль»: 1988-89, 1989-90
- Володар Кубка Австрії (2):

«Рапід» (Відень): 1984-85
«Сваровскі-Тіроль»: 1988-89

### Як тренера
- Чемпіон Австрії (1):

«Рапід» (Відень): 2007-08

### Особисті
- Найкращий бомбардир Чемпіонату Австрії з футболу 1988-89 (26 м'ячів)
- Найкращий бомбардир Кубка європейських чемпіонів 1990-91 (6 м'ячів)[11]